# Guerra civil rusa
La guerra civil rusa fue un conflicto armado múltiple que tuvo lugar entre 1917 y 1923 en el territorio del disuelto Imperio ruso, entre el nuevo gobierno bolchevique y su Ejército Rojo, en el poder desde la Revolución de Octubre de 1917, y del otro lado los militares del ex ejército zarista, agrupados en el denominado Movimiento Blanco, compuesto por conservadores y liberales, favorables a la monarquía y relacionados estrechamente a la Iglesia ortodoxa rusa, así como los socialistas democráticos: los socialistas revolucionarios y los mencheviques contrarios a la revolución bolchevique.
Todos los bandos tuvieron aliados temporales, el Ejército Rojo a menudo con izquierdistas y grupos revolucionarios, y las fuerzas del Ejército Blanco con muchos ejércitos extranjeros (los Estados Unidos, Japón, Francia y el Imperio británico principalmente), apoyo denominado «Intervención Aliada en Rusia».
Otros nacionalistas y grupos políticos regionales también participaron en la guerra, incluidos los nacionalistas ucranianos del Ejército Verde, los anarquistas ucranianos del Ejército Negro y las Guardias Negras, y señores de la guerra o «atamanes».
Los enfrentamientos más intensos tuvieron lugar desde 1918 hasta 1920, pero la resistencia continuó en algunas zonas del país hasta 1922: podemos citar el levantamiento de Kronstadt, los majnovistas, la rebelión de Tambov y la resistencia final del Movimiento Blanco en el este. Las grandes operaciones militares terminaron el 25 de octubre de 1922, cuando el Ejército Rojo ocupó Vladivostok, ocupado anteriormente por el Gobierno Provisional de Primorie. El último enclave de las fuerzas blancas, comandadas por Anatoli Pepeliáyev, fue el distrito Ayano-Mayski (Ayán y Ojotsk), en la costa del Pacífico, que no capituló hasta el 17 de junio de 1923.
Los historiadores soviéticos tradicionalmente no aplican el calificativo «rusa» y utilizan la expresión «guerra civil e intervención militar de 1917-1923», e incluyen tanto la guerra polaco-soviética, la guerra de independencia de la República Popular de Ucrania, así como la resistencia de los Basmachí y la intervención en Asia Central.

## Antecedentes

### Revolución de Febrero
En la ciudad de Petrogrado el 8 de marzo de 1917 (en el calendario gregoriano, en el juliano era el 23 de febrero) estalló la insurrección de los obreros de la fábrica Putílov, la mayor de la ciudad con más 30.000 trabajadores. En los días siguientes, se sumaron los soldados de la guarnición de la capital imperial. El 12 de marzo (27 de febrero) los combates terminaron, obligando al zar Nicolás II de Rusia (1868-1918), autócrata del gigantesco Imperio ruso desde 1894, a abdicar el 15 de marzo (2 de marzo). Se instala en su lugar el Gobierno Provisional Ruso.

## Períodos de la guerra
La contienda se desarrolló en tres frentes principales, Este, Sur y el Noroeste, y puede ser dividida en tres períodos:
- En primera instancia el periodo duró desde el estallido de la Revolución rusa hasta el fin de esta. Uno de los primeros ejércitos de resistencia contra la revolución fue un pequeño grupo de voluntarios del pueblo de Don. Posteriormente se unieron con dos grupos antibolcheviques que se encontraban al este del país: Komuch y el gobierno nacionalista de Siberia.

Los primeros enfrentamientos solo fueron pequeños encuentros entre los ejércitos. Los rivales del ejército blanco fueron los Polacos armados de rifles.
- La segunda parte ocurrió en 1919, este periodo fue de suma importancia. En un primer momento el Ejército Blanco avanzaba desde diversos flancos del país. Este ejército logró vencer al ejército rojo y avanzó al centro del país. León Trotski reformó el Ejército Rojo y gracias a esta acción logró hacer que sus enemigos se retiraran. El poder de combate de Kolchak y Denikin se rompió casi simultáneamente en noviembre.

- El período final de la guerra se caracterizó por situar a las últimas tropas del Ejército Blanco en Crimea. Piotr Wrangel reunió los remanentes del ejército de Denikin y fortificó su posición en Crimea con 150 000 supervivientes. Mantuvieron estas posiciones hasta que el Ejército Rojo volvió de Polonia, donde había estado luchando en la guerra polaco-soviética desde 1919. Cuando la totalidad de las fuerzas del Ejército Rojo se enfrentó con los Blancos, éstos terminaron agobiados. Las tropas que quedaron fueron evacuadas a Estambul en noviembre de 1920.

## Curso de los acontecimientos
El primer intento para tomar el poder contra los bolcheviques fue el Levantamiento Kérenski-Krasnov en octubre de 1917. Tuvo el apoyo del amotinamiento junker en Petrogrado, pero fue rápidamente vencido por la Guardia Roja.
Reino Unido, Francia y Estados Unidos, entre otros, intervinieron del lado de los Blancos. Después de que los aliados derrotaran a los Imperios Centrales en noviembre de 1918, continuaron su intervención en la guerra contra el bolchevismo por su temor a que la guerra civil rusa derivase en una revolución socialista mundial. Lenin fue sorprendido por el estallido de la guerra civil y, en principio, subestimó las fuerzas que se levantaban en contra del nuevo Estado.
Los grupos que en principio se alzaron contra los bolcheviques eran principalmente generales contrarrevolucionarios y tropas cosacas locales que declararon su lealtad al Gobierno Provisional. Entre ellos estaban Alekséi Maksímovich Kaledin y Piotr Nikoláievich Krasnov (cosacos del Don), Aleksandr Dútov y Grigory Mijáilovich Semiónov (cosacos de Oremburgo y de Baikal, respectivamente).
En noviembre, el general Mijaíl Vasílievich Alekséyev, el comandante en jefe zarista más antiguo, comenzó a organizar una milicia de voluntarios en Novocherkassk. En diciembre, se sumaron Lavr Kornílov, Denikin y muchos otros. Ayudados por Kaledin, tomaron Rostov en diciembre.
A pesar de todo, los cosacos no tenían deseos de luchar, y en enero, cuando comenzó la ofensiva bolchevique bajo el mando de Vladímir Antónov-Ovséyenko, los cosacos dejaron solo a Kaledin, que terminó por suicidarse. Las fuerzas de Antónov-Ovséyenko recuperaron Rostov y a fines de marzo de 1918 se declaró la República Soviética del Don. El Ejército Voluntario fue evacuado en febrero y escapó a Kubán, donde se reunió con los cosacos de Kubán para organizar un asalto a Ekaterinodar. Kornílov fue asesinado el 13 de abril y el mando pasó a Denikin, quien volvió al Don. Allí, los bolcheviques alistaron a la población local y la milicia de voluntarios encontró nuevos reclutas.
Contrarios a la disolución de la Asamblea Constituyente Rusa por los bolcheviques, a principios de la primavera de 1918 el Partido Social-Revolucionario y los mencheviques se sumaron a la lucha armada. En principio eran fuertes opositores del conflicto bélico con los bolcheviques, pero la firma del Tratado de paz con Alemania cambió su punto de vista, dimitiendo del gobierno del Sovnarkom los comisarios del pueblo que militaban en el Partido Social-Revolucionario de Izquierda.
Pudieron haber sido una seria amenaza, pues contaban con el apoyo y la autoridad emanada de su victoria en la elección de la Asamblea Constituyente Rusa de 1917. Sin embargo, necesitaban el apoyo de las armas. Un intento temprano de reclutar tropas de Letonia en julio de 1918, llevado a cabo por el Partido Socialista Revolucionario, acabó en rotundo fracaso. La Legión Checoslovaca terminó por acudir en ayuda de la contrarrevolución. La Legión Checa había sido parte del viejo ejército ruso y para octubre de 1917 se habían alistado alrededor de 30 000 hombres, en su mayoría exprisioneros de guerra y desertores del ejército austro-húngaro. Auspiciada por Tomás Masaryk, la legión fue rebautizada con el nombre de Cuerpo de Ejército Checoslovaco.
Un acuerdo de los checoslovacos con el gobierno bolchevique para atravesar el mar por Vladivostok fracasó por un intento comunista de desarmar al Cuerpo Checoslovaco, y esa fuerza terminó por rebelarse el 25 de mayo de 1918 en Cheliábinsk, negándose a obedecer a rojos y a blancos. En un mes, los checoslovacos controlaban gran parte del Oeste de Siberia y parte de la región del río Volga y los Montes Urales. Para el mes de agosto, su control se había expandido de tal forma que Siberia (y su preciado suministro de grano) quedó excluida del resto de Rusia.
Los mencheviques y el Partido Socialista Revolucionario apoyaron la acción contra el control de los suministros de alimentos ejercido por los bolcheviques. En mayo de 1918, con el apoyo de los checoslovacos tomaron Samara y Sarátov, estableciendo el Comité de Miembros de la Asamblea Constituyente (Komuch). Para julio, la autoridad de los mencheviques se extendió a una gran parte del territorio que se encontraba bajo dominio checoslovaco. Intentaron retomar las operaciones contra Alemania y comenzaron a formar su propio ejército. También implementaron un programa de reformas socialistas, pero sin los profundos cambios económicos que los bolcheviques estaban realizando y que eran tan populares.
Se estaban desarrollando una especie de gobiernos conservadores y nacionalistas dominados por los baskires, los kirguís y los tártaros, así como un Gobierno Provisional Siberiano en Omsk. En septiembre de 1918, todos los gobiernos antibolcheviques se reunieron en Ufá y acordaron formar un nuevo Gobierno Provisional Panruso en Omsk, encabezado por un directorio formado por cinco integrantes: tres del Partido Social-Revolucionario (Nikolái Avkséntiev, Vasili Bóldyrev y Vladímir Zenzínov) y dos del Partido Democrático Constitucional (Vladímir Vinográdov y Piotr Vologodski).
Rápidamente, el nuevo gobierno fue influido por el Gobierno Provisional Siberiano y su nuevo ministro de guerra Aleksandr Vasílievich Kolchak, quien disponía de la fuerza militar de la cual carecía el nuevo gobierno. El 18 de noviembre de 1918, Kolchak fue erigido como dictador durante el Golpe de Estado de Omsk. Los miembros del directorio fueron arrestados y Kolchak fue ascendido a almirante, proclamándose a sí mismo como el «Gobernante Supremo» de Rusia.

Teatro de operaciones europeo durante la Guerra civil rusa:
Bajo control bolchevique, febrero de 1918
Bajo control bolchevique, verano de 1918
Avance máximo de las fuerzas antibolcheviques.

Para los bolcheviques este cambio de mando era un problema militar y una victoria política, dado que tildaba a sus oponentes de «reaccionarios antidemocráticos», además de que el súbito ascenso de Kolchak generaba las inmediatas suspicacias entre los demás generales blancos, aumentando las disensiones en un bando que ya era desorganizado. Pero como los bolcheviques temían, Kolchak probó ser un comandante capaz. Tras una reorganización de su Ejército Popular, Kolchak, con sus fuerzas, irrumpió en Perm y expandió su control sobre territorio soviético.
En territorio soviético, siguiendo el Quinto Congreso de los Sóviets de julio, dos miembros del Partido Socialrevolucionario de Izquierda (Yákov Blyumkin y Nikolái Andréyev) asesinaron al embajador alemán en Moscú, el conde de Mirbach, en un intento de provocar a los alemanes y reanudar las hostilidades. Otro izquierdista del Partido Social-Revolucionario capturó a prominentes bolcheviques e intentó levantar al Ejército Rojo contra el régimen.
Los bolcheviques pudieron aplacar los levantamientos locales organizados por el Partido Socialista Revolucionario y los anarquistas. Lenin se disculpó personalmente ante los alemanes por el asesinato, aunque era improbable una represalia alemana por estar inmersos en plena campaña occidental. Hubo arrestos masivos en el ala izquierda del Partido Socialista Revolucionario, y los dos actos terroristas que tuvieron lugar más tarde, entre ellos el ataque a Lenin, que lo dejó herido, derivaron en la expulsión de los mencheviques y los afiliados del Partido Socialista Revolucionario de los sóviets.

### Reorganización del Ejército Rojo

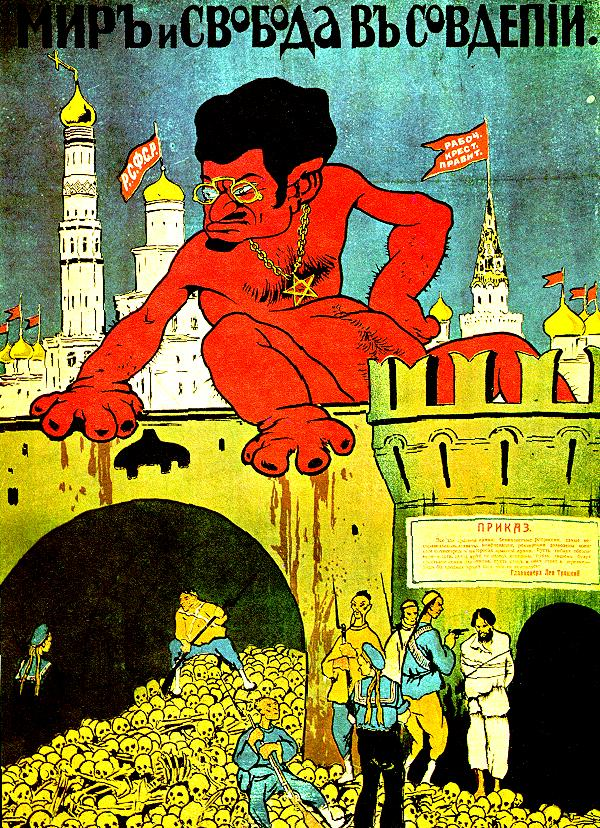
Sátira antisemita referida a Trotski, representado como un demonio.

La guerra civil era inevitable para el momento en que se firmó el Tratado de paz con los Imperios Centrales, para ese entonces el ejército zarista había sido completamente desmovilizado. Hasta entonces los bolcheviques dependían exclusivamente de los voluntarios de su Guardia Roja (ruso: Красная Гвардия) y su aparato de seguridad, la Checa (ruso: ЧК) pero en enero de 1918 León Trotski (1879-1940) fue designado Comisario de Guerra con la orden de organizar un Ejército Rojo de Obreros y Campesinos a fin de profesionalizar sus fuerzas. También se crearon los primeros cuerpos de comisarios políticos, agentes encargados de mantener la moral alta del ejército y asegurar su lealtad al régimen soviético.
Viendo que el intento de formar un ejército compuesto solo por obreros sería demasiado pequeño, Trotski ordenó hacer levas forzadas entre el campesinado. Las mismas tácticas usadas por el Ejército Blanco. Para finales de 1920, los bolcheviques comandaron alrededor de cinco millones de combatientes, incluidos 30 000 antiguos oficiales zaristas convocados como especialistas militares (voenspetsý), en muchos casos sus familias fueron tomadas como rehenes para obligarlos a cumplir con sus órdenes. En el principio de la guerra tres cuartos de los oficiales rojos eran veteranos zaristas. En su pico, un 83 % de todos los comandantes de cuerpos y divisiones bolcheviques eran voenspetsý.

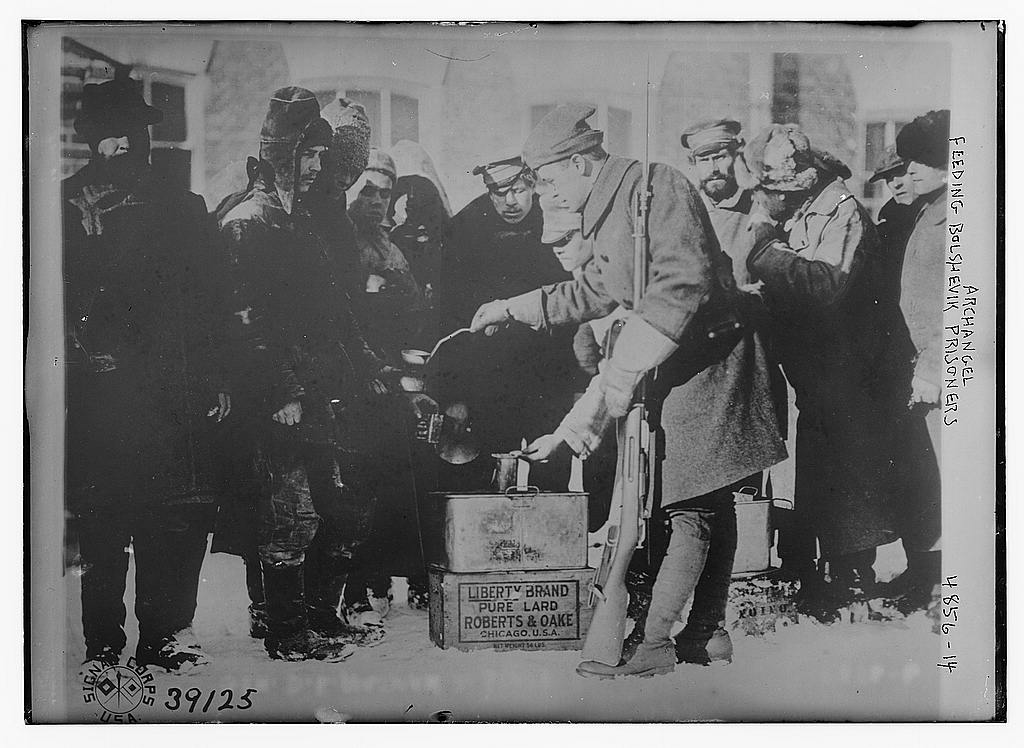
Alimentando a prisioneros bolcheviques en Arcángel durante la intervención aliada en la guerra civil rusa, 1919-1920.

La política del comunismo de guerra le otorgó prioridad al Ejército Rojo. Mientras los bolcheviques controlaban las principales regiones industriales, también estaban relativamente bien equipados. Los mejores sistemas de comunicación, en particular los trenes, estaban bajo el control de los bolcheviques, permitiendo que tanto los soldados como los suministros necesarios fueran velozmente transportados al campo de batalla, al establecer la administración bolchevique sobre todos los medios de transporte, lo cual permitía un manejo eficaz de los mismos.
Las ventajas más importantes que tenía el Ejército Rojo sobre el Ejército Blanco eran disciplina y capacidad de liderazgo. Mientras que Lenin era el líder indiscutido del Partido Bolchevique, Trotski era el brillante organizador militar dirigiendo actividades en los frentes de la guerra. Viajando en su legendario tren, aumentó la moral en el Ejército Rojo y diseñó estrategias. También reintrodujo una estricta disciplina, tras un corto período de igualdad bajo la Orden número 1; al advertir que la igualdad entre soldados impedía la disciplina necesaria para el esfuerzo de guerra, Trotski reimplantó la disciplina militar de la época zarista, así como las jerarquías y el principio de obediencia. Los desertores eran fusilados, llegándose a organizar regimientos con los desertores capturados y aplicarles la decimatio, así como quienes desobedecieran órdenes, mientras que tanto los comisarios políticos y bolcheviques comprometidos eran adscritos en diferentes rangos para asegurar la lealtad de los soldados.  Así cada regimiento de soldados bolcheviques tenía un destacamento de la Guardia Roja listo para disparar a los que intentaran huir durante las batallas.

## Cáucaso, sur de la Rusia europea y Ucrania

### Primeras repúblicas soviéticas

En verde claro el frente oriental al firmarse el armisticio de diciembre de 1917, en verde oscuro el límite de los territorios cedidos por los bolcheviques a los alemanes y austrohúngaros en el Tratado de Brest-Litovsk de marzo de 1918 y que ocuparon hasta la capitulación de noviembre del mismo año.

Ucrania, la región más fértil del antiguo imperio, fue un campo de batalla clave durante la guerra civil, lugar de choque de numerosas facciones. Inicialmente los bolcheviques fundaron la República Socialista Soviética de Ucrania (RSSU) el 24-25 de diciembre de 1917 en Járkov. Se fue de inmediato a la guerra con los nacionalistas ucranianos y las fuerzas alemanas, con éxitos iniciales como la toma de Kiev un mes después, ciudad a la que se trasladó el gobierno. Sin embargo, esta se perdió en marzo de 1918 y los dirigentes comunistas se refugiaron en Ekaterinoslav. Retrocediendo constantemente su territorio fue ocupado completamente en julio por tropas del Imperio alemán, aliado de los nacionalistas, dejando de existir de facto, aunque será recién en el 20 de noviembre que oficialmente será disuelta.
El avance alemán era producto del Tratado de Brest-Litovsk (3 de marzo de 1918), en él Lenin había cedido el Báltico, Bielorrusia, Polonia y Ucrania a los Imperios Centrales a cambio del cese de hostilidades. Producto de esto los alemanes y austrohúngaros avanzaran sobre las zonas cedidas, reclamándolas y buscando crear protectorados, aniquilando en el proceso a algunas de las primeras "repúblicas" soviéticas (en esos momentos eran poco más que núcleos insurrectos de bolcheviques).
Previamente, el 9 de febrero de 1918, en Brest fue firmado el Tratado de Brest-Litovsk entre los Imperios Centrales y la Rada Central Ucraniana y que precedió en casi un mes al que firmaron aquellos con el Gobierno de Lenin. El 10 de enero Trotski había reconocido oficialmente a la delegación ucraniana como enviados de un país soberano.
Unas de las claves de la caída de las primeras "repúblicas" soviéticas fue, además de su obvia inferioridad militar, la falta de unidad entre ellas, así por ejemplo, hubo desavenencias desde el principio entre la facción prorrusa, representada por la RSSU, proclive a unirse al gobierno de Moscú y otra más nacionalista, que deseaba mayor autonomía respecto del gobierno central ruso, esta última proclamó el 11 de febrero de 1918 en Járkov la República Socialista Soviética de Donetsk-Krivoy Rog (RSSDKR). Esta ciudad no era considerada por los fundadores de la RSSDKR parte del territorio ucraniano, por tanto, no sujeto a ser cedida en virtud del Tratado de Brest-Litovsk. A pesar de las graves derrotas en el campo de batalla ambas repúblicas soviéticas ucranianas se negaran a colaborar y para abril la RSSDKR perderá su capital, trasladando su gobierno a Lugansk, urbe que caerá también ante las fuerzas alemanas ese mismo mes, huyendo sus líderes a Novocherkask. Para ese entonces, Lenin había decidido lo inconveniente de dos repúblicas peleándose entre sí. El 17 de febrero de 1919 el gobierno moscovita diluyo a la RSS de Donetsk, fundando en diciembre del mismo año de jure una sola república soviética ucraniana en Moscú que servirá de bandera de lucha para la ofensiva que intentara reconquistar dicho territorio para manos bolcheviques de los blancos.
Durante marzo de 1918 también se proclamara la República Soviética del Mar Negro en Novorossiysk, fusionada luego por necesidad con la República Soviética de Kubán (fundada el 13 de abril en Yekaterinodar) el 30 de mayo, originando la República Soviética de Kubán-Mar Negro que también tendrá una corta existencia.
Poco vivió también la República Soviética de Odesa, proclamada el 31 de enero de 1918 del calendario gregoriano (18 de enero) por un exitoso levantamiento de bolcheviques, anarquistas y social-revolucionarios aliados entre sí. Debido a que dominaba las gubérniyas de Besarabia y Jersón tuvo que afrontar de lleno la presión de los rumanos, quienes rápidamente conquistaron la primera comarca, al poco tiempo también debió enfrentar a los alemanes y austro-húngaros, desapareciendo el 13 de marzo tras caer Odesa. El 11 de mayo de 1919 los bolcheviques recuperaron la ciudad, proclamando la República Soviética Socialista de Besarabia, solo para trasladar su capital a Tiráspol por la amenaza del avance del Ejército de Voluntarios de Nikolái Shilling que toma Odesa el 24 de agosto. En septiembre era desmantelada oficialmente. Odesa quedó definitivamente en manos del ejército rojo el 8 de febrero de 1920. Besarabia, sin embargo, siguió bajo soberanía rumana hasta la ocupación soviética de Besarabia y el norte de Bucovina en 1940.
En la Península de Crimea (parte de la Táurida) el Consejo Nacional de los Tártaros fundó la República Popular de Crimea el 14 de octubre de 1917, Estado que fue invadido en enero siguiente. El 19 de marzo nacía la República Soviética Socialista de Táurida, disuelta el 30 de abril por la invasión de las tropas alemanas a la región. Para junio dominaban toda la Táurida.
También se vio amenazado por los Imperios Centrales el Óblast Occidental, una región que era parte de la República Socialista Federativa Soviética de Rusia. Incluía las gubernias de Minsk, Vilna y Vítebsk, con capital a la primera ciudad. Aquel óblast debió enfrentar desde el 25 de marzo de 1918 a la República Popular Bielorrusa, régimen títere de los alemanes, con capital en Minsk. Debido a esto el óblast tuvo que trasladar la sede de su gobierno a Smolensk. El 1 de enero de 1919 dicha entidad soviética se anexó a la República Socialista Soviética de Bielorrusia. El breve intento independentista de la Rutenia blanca fue aplastado el 5 de enero, con la caída de Minsk, como parte de la gran ofensiva decretada por los bolcheviques tras el colapso del Imperio alemán y la cancelación de la Paz de Brest-Litovsk.

### Orígenes del Ejército Blanco
Apenas sucedido el golpe de Estado bolchevique y la posterior disolución de la Asamblea Constituyente Rusa por los bolcheviques, los antiguos generales zaristas Mijaíl Alexéyev (1857-1918) y Lavr Kornílov (1870-1918) empezaron a organizar un movimiento contrarrevolucionario en el sur de Rusia. Fue Kornílov quien asumió primeramente el mando de las fuerzas zaristas meridionales. Agrupadas en lo que después se llamara el Ejército de Voluntarios del Cáucaso, las unidades blancas apoyadas por los cosacos del Don del atamán Alexéi Kaledin (1861-1918) perdieron inicialmente las posiciones que tenían en Rostov del Don en febrero de 1918, viéndose obligados a buscar refugio en Kubán, episodio conocido como la Marcha del Hielo. Más al llegar ahí tras un mes de viaje, los cosacos locales se negaron a ayudarles. Kornílov, desesperado, lanzó una contraofensiva, perdiendo la vida el 13 de abril al asaltar Ekaterinodar (Yekaterinodar). Lo reemplazó Alexéyev pero este murió en septiembre. El mando finalmente lo asume su exitoso lugarteniente Antón Denikin (1872-1947). Este había abandonado el asedio de Ekaterinodar en mayo, volviendo en julio para hacerla capitular finalmente el 18 de agosto. Ahí se fundó un gobierno antibolchevique autónomo hasta mayo de 1919, momento en que reconozca la supremacía de Kolchak. El apoyo de los Imperios Centrales y luego de la Entente les será importantísimo, tanto para conseguir armas como para distraer a las fuerzas comunistas.

### Cosacos del Don, Kubán y Térek
También falleció Kaledin, siendo sucedido por Piotr Krasnov (1869-1947), hombre que llevara a sus cosacos a intentar tomar Tsaritsyn sin mucho éxito. El papel de los cosacos del Don no debe ser subestimado. El 23 de marzo de 1918, durante su victorioso avance por el sur sobre Novocherkask y Rostov, los bolcheviques proclamaron la República Soviética del Don, sin embargo, esta fue de inmediato rechazada por la asamblea de los cosacos locales, el Krug, que nombró atamán a Krasnov, un exoficial ruso que fue capturado durante la Revolución de Octubre y liberado por los bolcheviques a cambio de prometer no volver a luchar en su contra. Krasnov no cumplió su promesa y huyó a la región del Don. Entre el 8 y 18 de mayo, recuperó ambas ciudades y proclamó la República del Don, un Estado independiente cosaco que siempre tendrá tensas relaciones con los blancos. Al siguiente mes toda la cuenca del Don estaba bajo su poder gracias al apoyo de Denikin, mientras este último se preparaba para tomar Ekaterinodar, Krasnov marchaba sobre Povórino, Kamyshin y Tsaritsyn con dirección a Moscú, pero el atamán aún no se había sometido a la autoridad de los blancos, lo hará solo en enero de 1919, tras su derrota en la toma de Tsaritsyn y el fin del suministro de armas de los alemanes, quedando en manos de Denikin que era aliado de la Entente. El 9 de febrero Krasnov es depuesto y sucedido por Afrikán Petróvich Bogayevski (1873-1934). Su anhelada república encontrara su fin ante los cascos de la mítica Caballería Roja de Semión Budionni. Taganrog caía el 6 de enero de 1920, Novocherkask el 7, Najicheván el 8 y Rostov del Don el 10. Tras estos hechos la Entente finalizó el bloqueo contra la naciente URSS el día 16 mientras que las tropas blancas sobrevivientes huían para atrincherarse en Crimea.
Respecto al destino de la otra gran horda cosaca de la región: los cosacos de Kubán, inicialmente ante la caída del zar convocaron una Rada o asamblea popular de las diversas stanitsas de la región. Ahí se ejemplificó el rechazo al nuevo gobierno por su deseo de continuar la guerra y las simpatías ante las promesas bolcheviques de paz. Tras una entrevista entre las autoridades cosacas y el general Alekséi Kaledín (1861-1918) la Rada no se sintió identificada con las ideas revolucionarias. Poco después los cosacos eligieron atamán al coronel Aleksandr Filimónov (1866-1948) para que dirigiera sus huestes en la guerra civil que comenzaba a fraguarse.
La población de Kubán se sumara al ejército blanco tras los éxitos iniciales del general Lavr Kornílov (1870-1918) a comienzos de 1918, todos logrados al apoyo material alemán. Pero las relaciones entre blancos y cosacos nunca serán muy buenas, sobre todo por el miedo de los primeros a las políticas independentistas de los segundos, en especial, tras proclamarse el 28 de enero de 1918 la República Popular de Kubán. La alianza entre ambos continuaría durante el avance y derrota de Denikin. A finales de 1919, la victoria de los bolcheviques era visiblemente solo cuestión de tiempo, lo que significó solo un mayor distanciamiento entre los aliados pero igualmente estaban condenados. El final de la república llegó el 17 de marzo de 1920 con la toma de Kubán por los bolcheviques.
Inmediatamente después de su victoria, los vencedores iniciaron una política de descosaquización (raskazáchivaniye). La colectivización posterior afecto de igual manera a cosacos y a kuláks, ambos grupos considerados enemigos del pueblo. Según Michael Kort, «durante 1919 y 1920, de una población de aproximadamente 1,5 millones de cosacos del Don, el régimen bolchevique mató o deportó una población estimada entre 300 000 y 500 000 cosacos». Ambos grupos de cosacos se enfrentaron duramente a la República Soviética del Térek, proclamada por la hueste cosaca homónima el 16 de marzo de 1918 en Piatigorsk. Poco después, el 7 de julio, fue fusionada dentro de la República Soviética del Norte del Cáucaso. Esta última era la suma de las repúblicas socialistas de Térek, Kubán-Mar Negro (proclamada en Krasnodar el 30 de mayo) y la de Stávropol (proclamada en esa ciudad el 1 de enero), su capital era inicialmente Krasnodar, pero al caer la ciudad el 17 de agosto ante Denikin fue trasladada a Piatigorsk. Con la mayoría de su territorio conquistado por los blancos fue abolida en diciembre del mismo año.
Durante su corta existencia fue el principal foco del poder soviético en la región, tratando de mantener unas relaciones muy ambiguas con la República de las Montañas del Cáucaso Septentrional. Muchos de los cosacos del Térek eran osetios, dedicándose en preferencia a enfrentar a sus rivales étnicos tradicionales que a los blancos.

## Lejano Oriente

### Mongolia
Los mongoles se vieron involucrados en la guerra cuando se proclamaron autónomos después que la Revolución de Xinhai pusiera fin a la dinastía Qing en 1911 e iniciara un periodo de inestabilidad política en la vecina China, país que hasta entonces había dominado Mongolia por varios siglos.

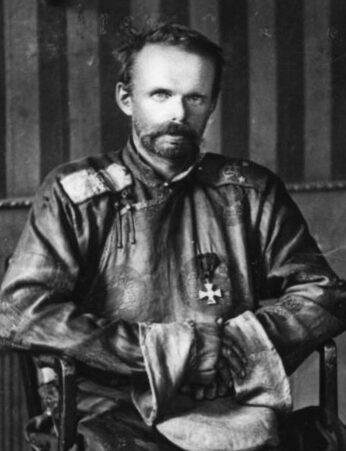
Fotografía de Roman Ungern von Sternberg, anterior a 1920.

Se proclamó al Tulku (Buda Viviente) Jebtsundamba Kutuktu VIII (1869-1924) como Kan (Emperador) con el nombre de Bogd, aliándose en 1913 con el Reino del Tíbet (Estado independiente de facto entre 1912 y 1951). Entre sus principales objetivos estaba unificar la Mongolia Exterior con la Interior, algo que fue rechazado por el gobierno chino, ya que esta última tenía una numerosa población de la etnia han, colonos enviados durante el siglo XIX a la zona, aunque si le fue reconocida cierta autonomía en 1915. Sin embargo, tras la caída del Imperio ruso, indirecto protector del nuevo Estado, y la creciente inestabilidad del vecino país, el gobierno de Pekín decidió controlar mejor a su vecina Mongolia. En 1919 las tropas de la República de China invadieron el país y tomaron prisionero al Kan que se transformó en un títere a su servicio.
Por otra parte, el general ruso Grigori Semiónov (1890-1946) y su subordinado, el barón Roman Ungern von Sternberg (1885-1921), dominaban la región del lago Baikal enfrentándose con éxito a los bolcheviques, pero sin someterse a la autoridad de los blancos, siendo ambos, además, muy crueles con la población local. Los generales estaban apoyados por el Imperio del Japón, que favorecía la fragmentación de Rusia en lugar de su conservación bajo un solo gobierno. Animados por la promesa de apoyo en la creación de un gobierno propio en el Extremo Oriente ruso por parte de los nipones, empezaron a atacar los convoyes de suministros que recorrían el ferrocarril transiberiano en la zona de Transbaikalia, en la Siberia Central, lo que fue determinante en la derrota del avance de Kolchak en los lejanos Urales.
Ungern von Sternberg, a inicios de 1920 se separó de Semiónov, y con su propio ejército de rusos, buriatos y cosacos empezó a atacar tanto a blancos como a rojos. Actuando como un caudillo o señor de la guerra en octubre cruzó el Onon e intento tomar Hüree. En enero de 1921 asalto varias veces la capital mongola de Urga o Khüree. Fue rechazado, pero al mes siguiente, por medio de una treta, consiguió que los chinos la abandonaran sin pelear. Mientras tomaba Bogd, liberaba al Kan y se apoderaba de Hüree finalmente. En marzo se proclamó una nueva monarquía encabezada por el cogobierno del Kan con el barón, que era en la práctica el dictador del país. Explotando el profundo odio que sentían los locales por los chinos llegó a soñar con reconstruir el antiguo Imperio mongol, Ungern, titulado entonces Hoshoi Chin Van, avanzó sobre las tropas chinas refugiadas en Hiagt, cerca de Choir, al mando de Xu Shuzheng (1880-1925), y las aniquiló.
Después de esto, la Komintern envió tropas a la vez que se organizaba un partido mongol de talante bolchevique, armando un ejército mongol auxiliar gracias a los numerosos reclutas descontentos con la brutalidad del barón. El ataque se produjo en dos columnas simultáneas el 28 de junio. Además, en este caso recibirían el apoyo de la República del Lejano Oriente. Así los rojos avanzaron sobre Hüree y luego ocuparon la Mongolia central, mientras, las últimas tropas chinas aún en el país eran forzadas a retirarse a las fronteras de su Estado. La capital cayó el 6 de julio, forzando al barón a refugiarse en la frontera septentrional ruso-mongola, donde siguió combatiendo hasta que lo entregaron sus propias tropas en agosto de 1921 en Novonikoláievsk. Sería ejecutado en septiembre a la vez que los comunistas lentamente masacraban a sus opositores. Por ejemplo, en julio se produjo una matanza de exiliados rusos en Uliastai, mientras que las tropas antiblocheviques refugiadas en la Mongolia occidental serían exterminadas. Se puede citar al Ejército de Oremburgo, que estaba guarnecido cerca de Chuguchak (Xinjiang) al ver lo sucedido a las tropas de Ungern intento escapar al este pero fue interceptado y forzado a capitular. Para enero de 1922 la zona era dominada completamente por los comunistas, que la siguieron ocupando hasta agosto. En cuanto al Kan, se le permitió reinar en una monarquía constitucional dirigida por los primeros ministros salidos del Partido Revolucionario del Pueblo Mongol (PRPM), una mezcla de nacionalistas y socialistas unidos por el odio al barón. Finalmente murió en 1924 y los comunistas declararon que no habría una nueva reencarnación de Buda, proclamando la República Popular de Mongolia.
La capital del país fue rebautizada como Ulán Bator, en honor a Damdin Sükhbaatar (1893-1923), héroe y dirigente del PRPM durante la lucha contra el barón y los chinos.

### Transbaikalia
La región de Transbaikalia fue el principal centro de operaciones del atamán Semiónov, líder de los buriatos y cosacos del Baikal. Tras la caída del zar en febrero de 1917, los socialrevolucionarios rápidamente se hicieron con el control de la comarca. Las ciudades principales, Chitá y Verjneúdinsk, quedaron sometidas a autoridades leales al Gobierno Provisional Ruso, cooperando con los sóviets locales se mantuvieron aparte del conflicto.

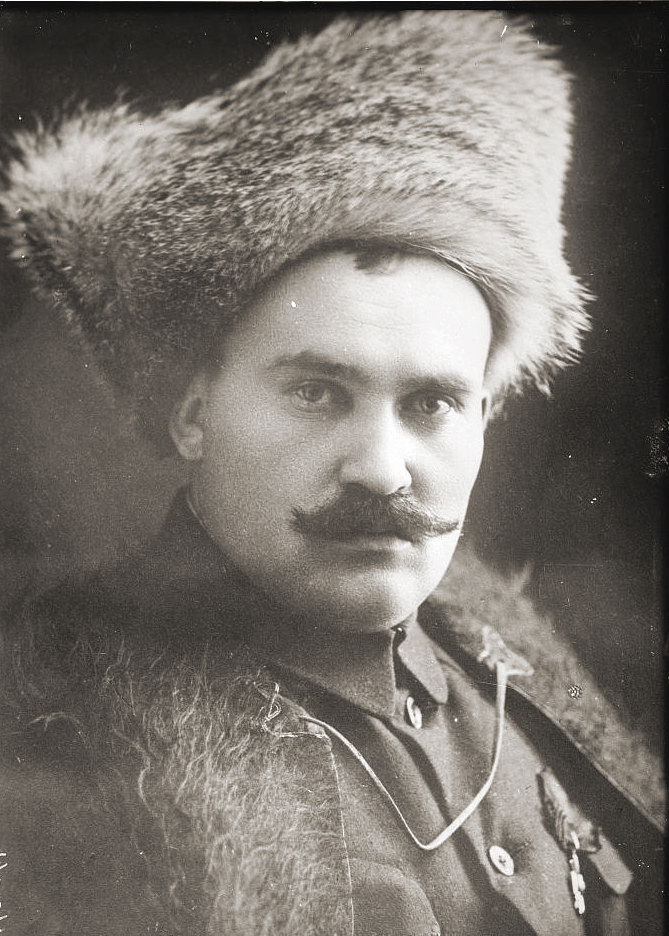
Fotografía de Grigori Semiónov, aproximadamente 1920.

El 2 de diciembre de ese año (calendario gregoriano), los bolcheviques se hicieron con el poder en Irkutsk, inmediatamente después Semiónov organizó una revuelta pero pronto fue vencido y expulsado a Manchuria. Gracias al apoyo del general blanco Dmitri Leonídovich Jorvat (1858-1937) fue que pudo reorganizar a sus seguidores y regresar a la región en enero de 1918. Mientras tanto, la situación política en Transbaikalia era un caos. Los socialrevolucionarios temían que la guerra civil finalmente se hiciera presente en la provincia y decidieron ganarse a los bolcheviques combatiendo al atamán. La pronta llegada de refuerzos rojos desde el oeste permitió a las autoridades locales expulsar nuevamente a Semiónov a Manchuria, pero de ahí provenían tropas chinas lo arrinconaban en torno a Manchuli y Hailar. Todo con la anuencia de las potencias occidentales. Sin embargo, Semiónov demostró gran habilidad como diplomático, consiguiendo ganarse el favor occidental, motivo por el cual pudo hacerse con trenes blindados y grandes cantidades de armamento, convirtiendo a su pequeña pero eficiente hueste en la única tropa antibolchevique de importancia en la región hasta la rebelión de la Legión Checoslovaca. Debido a esto mismo, los chinos aceptaron terminar su ofensiva en la frontera pero teniendo ya el control del ferrocarril transmanchuriano.
A principios de abril, las tropas del atamán sumaban 2000 hombres, más de la mitad de caballería, bien armados regimientos de infantes y artilleros y 4 trenes blindados. A finales del mes, había capturado diversos pueblos de la región, pero tuvo que detener su ofensiva por problemas de suministros. Poco después, asumía un mando completamente autónomo y rompía relaciones con Jorvat. Su brutalidad con los civiles lo hizo muy impopular, limitando sus reclutas a bandidos chinos casi exclusivamente. Administrando la región como su feudo personal, saqueaba a placer los pueblos indefensos y ejecutaba a quien quería. Durante la segunda mitad de mayo, los bolcheviques iniciaron una contraofensiva y, al final de agosto, Semiónov se veía de nuevo arrinconado en la frontera con China. Pero en esas fechas los checoslovacos consiguieron acabar con las autoridades soviéticas de la región, dando al caudillo la oportunidad de consolidar sus posiciones y recuperar la iniciativa, el 6 de septiembre tomaba Chitá. Gracias a esto pudo controlar la ruta de ferrocarriles que transportaba armamento y suministros entre Vladivostok y Omsk, robándolos a placer y vendiéndolos a contrabandistas y especuladores, esto será clave en la derrota de las fuerzas blancas en Siberia. Por entonces la región quedaba dominada por los blancos de Kolchak.

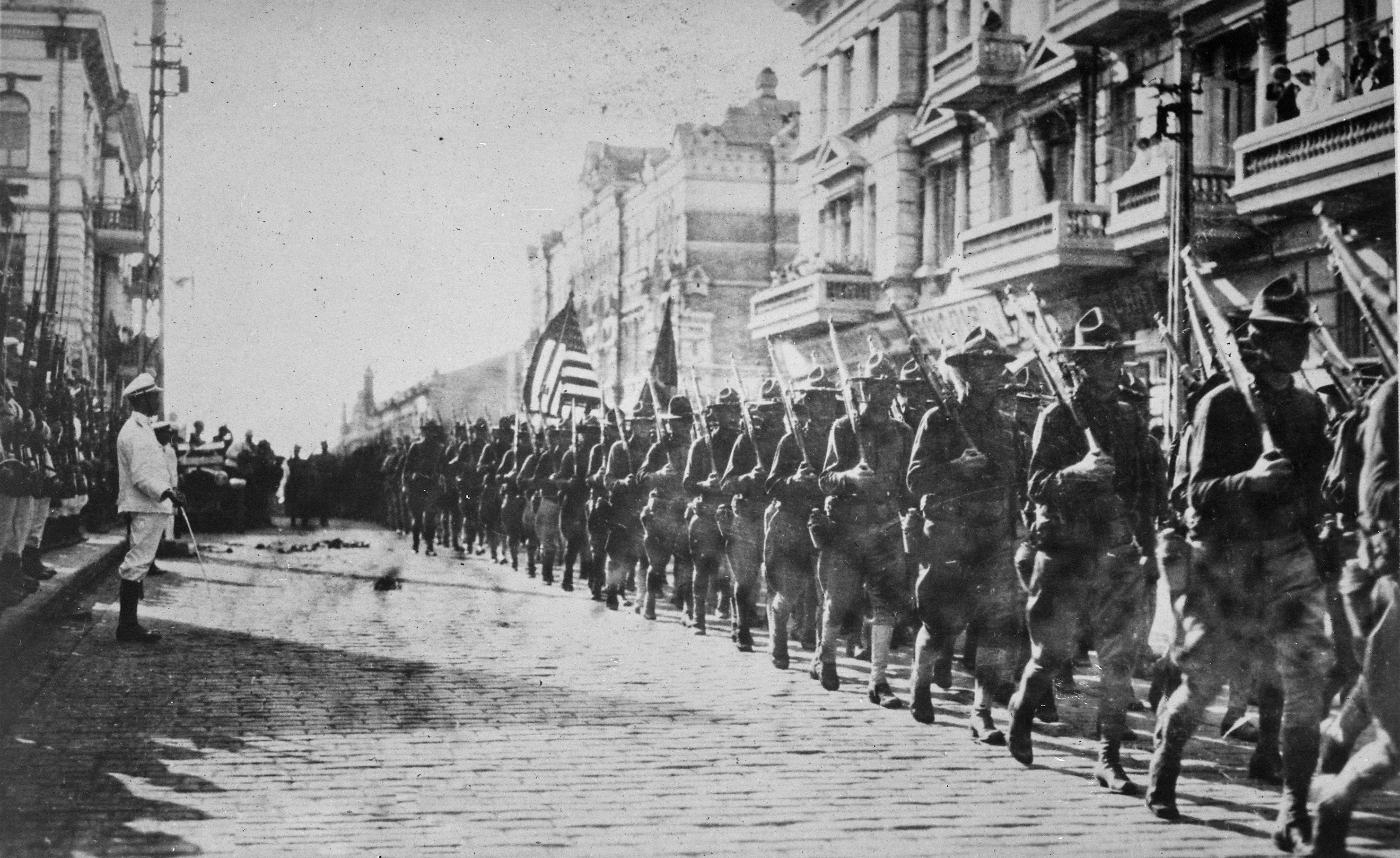
Tropas estadounidenses en Vladivostok, agosto de 1918.

Este intentó ganarse a Semiónov nombrándolo jefe del distrito militar de Chitá en mayo de 1919. Sin embargo, como otros sátrapas, solo colaboraba cuando le convenía y como sus aliados japoneses, jamás envió tropas al frente. En esos momentos el atamán contaba con más de 3000 seguidores que en poco tiempo alcanzaron los 4.000. Tras la derrota y captura de Kolchak, el atamán asumió el mando en el Lejano Oriente ruso durante los primeros días de 1920. Intento recuperar Irkutsk de las tropas bolcheviques pero falló. En abril, defendió con éxito Chitá de la recién creada República de Lejano Oriente, tres meses más tarde los nipones empezaron a retirarse de la región, a pesar de las súplicas de Semiónov.
Con el avance constante de las tropas rojas, el general blanco Vladímir Kápel se refugió con él junto a los últimos restos del ejército de Kolchak. La llamada Gran Marcha Helada Siberiana empezó en enero de 1920 en Irkustk y terminó un mes más tarde, con el arribo de los soldados zaristas a Chitá, ciudad que cayó finalmente el 22 de octubre. Semiónov tuvo que refugiarse en la costa, ahí en mayo de 1921 apoyó un golpe de Estado contra las autoridades de la República de Lejano Oriente, proclamándose gobernante del krai de Primorie hasta septiembre, cuando ante la inminente derrota se exilió.

### Ussuri

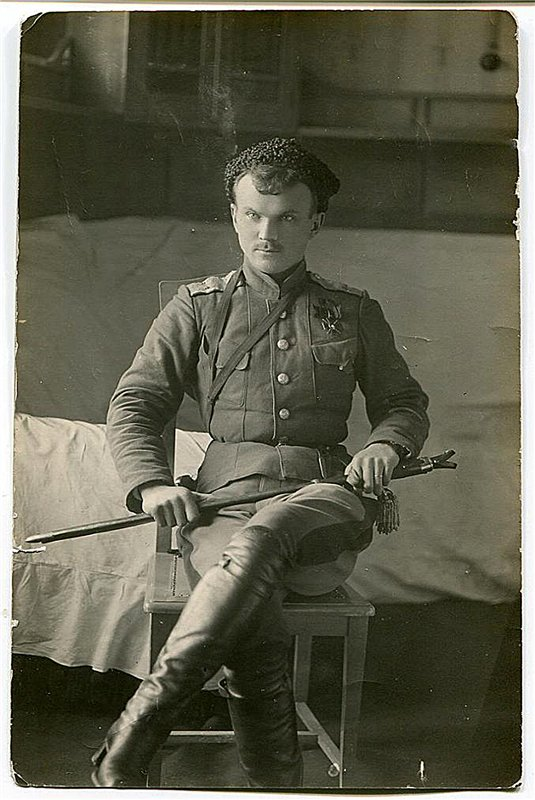
Fotografía de Iván Pávlovich Kalmykov tomada en 1918.

La cuenca del Usuri quedó rápidamente dominada por Iván Pávlovich Kalmykov (1890-1920), atamán de los cosacos locales desde enero de 1918, quien empezó a reunir sus fuerzas para levantarse en armas abiertamente un mes más tarde. Muy pronto centró sus actividades al oriente del ferrocarril del Este de China, capturando la estación de Grodékovo (4 de julio). Después de conseguir el apoyo de checoslovacos y japoneses, tomó Jabárovsk el 5-7 de septiembre, como el resto de los caudillos cosacos dependía de la ayuda exterior. A comienzos de 1919, se somete a la autoridad de Kolchak pero nunca le dio mayor ayuda. Después que aquel cayera, a finales del mismo año, empezó a atacar las ciudades del krai de Primorie, impidiendo a los blancos enfrentar apropiadamente a los rojos.
Finalmente, la presión de las tropas bolcheviques fue insostenible para él y sus hombres. En febrero de 1920, se retiró de Jabárovsk hacia China, pero las autoridades locales lo detuvieron el 5 de marzo con sus últimos ochocientos seguidores en la aldea de Norti, acusado de numerosas atrocidades contra civiles indefensos. En septiembre, cuando se planeaba su extradición a Vladivostok, intentó escapar y resultó asesinado por sus carceleros.

### Tuvá
La región de Tuvá era parte de los dominios de los Qing como el resto de Mongolia, sin embargo, en 1911 dicho país se proclamó independiente con el apoyo ruso y Tuvá hizo lo propio, bajo el nombre de República Urianjái, poco después se convirtió en un protectorado ruso (krai) en abril de 1914. Para asegurar el dominio tropas cosacos ocuparon Tuvá en julio de 1916, pero se retiraron a finales del año siguiente ante el colapso del imperio.
Luego vino la guerra civil. Los bolcheviques se apoderaron de la región en marzo de 1918 pero en julio eran expulsados por los blancos, pero su dominio duró poco. Un mes más tarde tropas chinas, mongolas y tuvanas expulsaron a los cosacos y se dividieron el territorio. El suroeste fue ocupado por los mongoles del general Khatanbaatar Magsarjav (1877-1927) y el sur por los chinos, pero los blancos consiguieron mantenerse en el resto del territorio hasta julio de 1919, momento en que los soviéticos conquistaron Tuvá. Los bolcheviques siguieron ahí hasta febrero de siguiente año, cuando vino una gran ofensiva china.
Las cosas no se calmaron aún, pues a inicios de 1921 se inició una guerra sanguinaria entre los chinos y las tropas nominalmente blancas de Ungern von Sternberg. Los comunistas aprovecharon la debilidad de sus rivales y en junio de 1921 tomaron el control definitivo del área, proclamando la República Popular de Tannu Tuvá un mes después y declarándola independiente de China en diciembre. Esta república será parte de la futura URSS un año después.

## Asia Central

### Revuelta de los basmachí
A mediados del siglo XIX los pueblos musulmanes del Asia Central fueron conquistados por Moscú, quedando bajo una especie de protectorado. El resentimiento ante lo que se veía como la imposición de una autoridad extranjera finalmente estalló en 1916, como rechazo a las levas forzadas producto de la Gran Guerra. Además, desde su anexión los rusos había convertido al fértil valle de Ferganá en una región productora de algodón, pero la distribución de la nueva riqueza fue muy desigual, viéndose muchos de los agricultores locales forzados a endeudarse y con condiciones de trabajo bastante peores para los nativos frente a los rusos. Por esas razones la revuelta inmediatamente mostró una feroz violencia étnica, forzando a cientos de miles de colonos rusos y pobladores nativos a huir a la República de China.

Bandera de Turquestán usada por el movimiento.

El conflicto internacional obligó al gobierno a fijar los precios, lo que llevó a la ruina de los pequeños productores. Hubo un aumento de los vicios, en particular en alcoholismo, significando una condena de abierta del clero musulmán. Poco después aparecieron las primeras bandas de forajidos, las que sirvieron de base de las partidas guerrilleras. El término basmach proviene del turco que significa bandido o merodeador. Muchos de los combatientes, una vez vencido el movimiento, volvieron a su antigua vida delictiva. Esta rebelión construirá las bases de larga resistencia a las autoridades moscovitas en el Asia Central, gracias, en parte, al apoyo de agentes británicos. Esto se hará patente justo después de la caída del Zar las fuerzas musulmanas organizaran la Shura-i Islam con el fin de fundar un Estado democrático, federal y autónomo para los musulmanes de la región. Debido a esto la guerrilla es considerada un movimiento de liberación nacional, aunque mezclada con la idea de yihad.
El gobierno de los rebeldes se instalará en Kokand durante noviembre de 1917, pero ante su debilidad militar dará amnistía a bandas de criminales para su protección (Gobierno Provisional Autónomo de Turkestán). El peligro que llevó a tal decisión fue la ofensiva bolchevique proveniente de la ciudad de Taskent. Ahí se había instalado un soviet el 2 de marzo de ese año. La ciudad fue tomada y saqueada, estimándose en catorce mil los civiles asesinados en el pogrom posterior (febrero de 1918). Tras la desaparición de ese gobierno, el antiguo ladrón Irgash Bay asumió el mando de la rebelión. Tras su victoria, los rojos de Taskent se enfrentaran al Gobierno Transcaspiano con asiento en Asjabad. Una heterogénea coalición de autonomistas, mencheviques y social-revolucionarios apoyados por los ingleses del general Wilfrid Malleson (1866-1946) y los ejércitos blancos desde febrero de 1918. Taskent se impondrá sobre Asjabad en julio de 1919, tras la retirada de Malleson y la llegada de refuerzos de Mijaíl Frunze (1885-1925), dominando completamente la región en 1920.
A pesar de la aparente victoria, los soviéticos se mostraron incapaces de acabar con las guerrillas basmachíes que aún controlaban los campos de Ferganá. Incluso tuvieron que dejar a los colonos rusos organizar sus propias milicias de autodefensa, produciéndose grandes masacres a malos de soldados y milicianos como represalia de ataques rebeldes. Hábilmente los soviéticos buscaron dividir a las guerrillas, muy autónomas entre sí, granjeándose el apoyo de sectores más moderados, ofreciendo integrarlos al Ejército Rojo. En marzo de 1920, tras una feroz política de represión durante el invierno numerosas partidas desertaron y gran parte de la población civil dejó de sustentar a los basmachí. Sin embargo, los soviéticos cometieron el error de hacer levas forzadas durante el verano de ese año y requisar los alimentos, lo que produjo una nueva insurrección. En esos momentos, unos 120 000 a 160 000 soldados bolcheviques operaban en la región. Sus rivales tenían 20 000 o 30 000 combatientes.
En noviembre de 1921, llegó el exministro de defensa turco İsmail Enver (1881-1922) a ayudar a los soviéticos, pero inmediatamente desertó y se volvió el líder más importante de los basmachí, unificando las guerrillas bajo su mando. A inicios del año siguiente, tenía bajo su mando más de 16 000 rebeldes y controlaba Samarcanda y Dusambé. Enver morirá en un combate el 4 de agosto de 1922, su sucesor, Selim Pasha, se refugiará en Afganistán un año después.
Este conflicto trascendió las fronteras rusas. Los basmachí enfrentaron en numerosas ocasiones a las tropas del Kuomintang en Sinkiang y del Estado Imperial de Irán en territorio persa entre 1928 y 1929. Las relaciones de los rebeldes con los zaristas no fueron siempre buenas, aunque en un principio colaboraron con los blancos, a partir de enero de 1920 se iniciaron enfrentamientos que solo acabaron cuando los bolcheviques expulsaron a los blancos del territorio. Apoyaron también la rebelión del tayiko Habibulá Kalakani (1890-1929) contra el rey pastún Mohamed Nadir Shah (1883-1933) en la guerra civil producida durante 1929 en el Reino de Afganistán.
El movimiento será finalmente vencido tras una serie de concesiones económicas y religiosas a mediados de los años 1920 de parte del gobierno comunista. También se buscó ganarse a los musulmanes incorporándolos por millares en sus milicias. En 1924 las guerrillas del valle de la Ferganá desaparecerán definitivamente. Los sobrevivientes aun sumaban cinco o seis millares de rebeldes, número que pronto cayó a dos mil. Muchos terminaron por refugiarse en Afganistán, siguiendo a las doscientos mil gentes que escaparon de Tayikistán a ese reino. La mayoría de los bastiones de resistencia cayeron en 1926, continuando combates en la frontera afgana hasta 1930. Los últimos núcleos basmachíes desaparecieron en 1934, en las montañas de Kirguistán.

### Jiva y Bujará

Asia Central soviética en 1922.

Otras insurrecciones fueron las del Kanato de Jiva y del Emirato de Bujará. En el primer caso el Kan había sido vasallo del Zar desde 1873, por lo que siguiendo el colapso del poder zarista las tribus turcomanas se aliaron a los bolcheviques a finales de 1919, derrocando al Kan el 2 de febrero del año siguiente. Nacía en su lugar la República Soviética Popular de Corasmia el 26 de abril, pero el 20 de octubre fue renombrada como República Soviética Socialista de Corasmia. Por esas fechas los comunistas ya habían depuesto a los nacionalistas musulmanes, obligando a muchos de ellos a unirse a las guerrillas basmachíes de Corasmia fundadas por el depuesto Kan. En el segundo caso, se inició un conflicto entre el Emir conservador y una facción de reformadores conocida como el Movimiento de Jóvenes Bujaros. Estos últimos pidieron ayuda a los bolcheviques, cuyo ejército atacó Bujará en marzo de 1918 siendo derrotado y expulsado a Taskent. Hubo que esperar hasta el 2 de septiembre de 1920 para que Frunze tomara la ciudad. El 8 de octubre se proclamaba la República Popular Soviética de Bujará, disuelta el 17 de febrero de 1925 entre las repúblicas soviéticas de Uzbekistán y Turkmenistán. Sin embargo, el Emir fundó sus propias guerrillas basmachíes al mando del líder tribal Ibrahím Bek, formadas por turcomanos, tayikos y kazakos. Las guerrillas estuvieron a punto de tomar Jiva en 1926 pero dos años después terminaron definitivamente derrotadas.

## Rebeliones posteriores
Tras la derrota de los blancos en Crimea el 17 de noviembre de 1920 la principal resistencia al régimen soviético vino de las numerosas rebeliones de campesinos. En efecto, tras la victoria las autoridades de Moscú finalmente pudieron implementar medidas de colectivización agrícola, quitándoles a los agricultores tierras y producciones, lo cual provocó las insurrecciones. Hordas de aldeanos se enfrentaron con dureza a tropas veteranas equipadas con armamento moderno, llegando a durar meses sus resistencias.

### Rebelión de Kronstadt

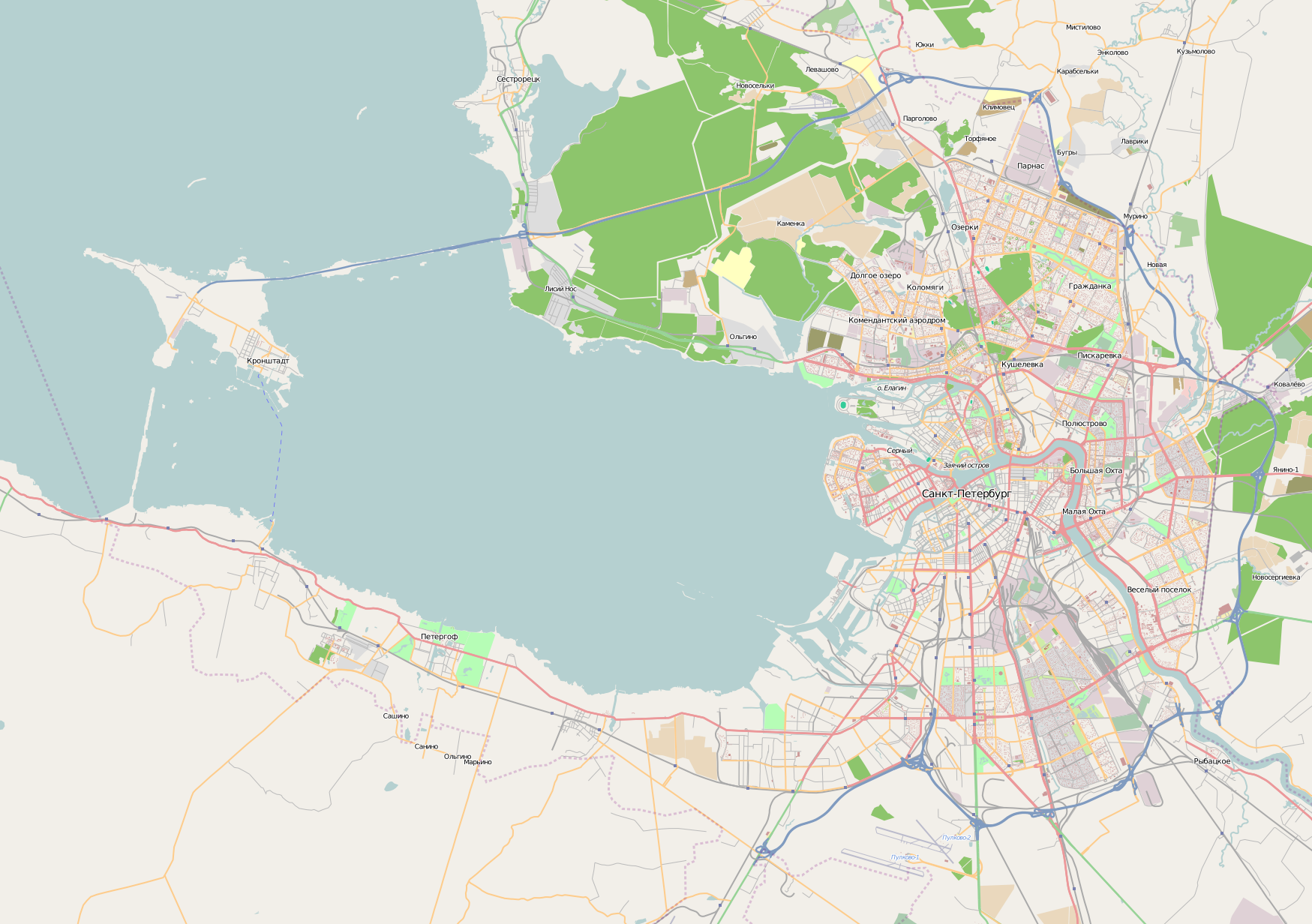
Mapa de la bahía de Kronstadt.

Las principales fueron la revuelta de la base naval de Kronstadt, urbe de la isla de Kotlin, en el golfo de Finlandia, a finales de febrero de 1921. Marcada por su fuerte carácter anarquista, fue protagonizada por campesinos y ciudadanos locales a los que se les sumaron los marineros de la Flota Soviética del Báltico ahí anclada. Liderados por el anarco-sindicalista Stepán Maxímovich Petrichenko (1892-1947), fueron capaces de organizar sus defensas y escribir un petitorio de demandas al gobierno bolchevique para desmovilizarse. Cerca de 10 000, aunque otros hablan de 30 000 marinos se sumaron al alzamiento. Cifras modernas estiman que la población de la ciudad era de cerca de 50 000 almas y la de su base naval de otras 15 000.
Petrichenko también había sido jefe de los marinos rusos que en diciembre de 1917 proclamaron la República Soviética los soldados y de los constructores de la Fortaleza, en la isla de Naissaar, cerca de las costas de Estonia. En abril de 1917 dicho país se había proclamado autónomo del Gobierno Provisional, siendo después ocupado por los rojos tras la Revolución de Octubre, sin embargo, el 26 de febrero de 1918 las tropas alemanas entraban en su territorio y pondrán fin a la vez a la efímera mini-república. Petrichenko escapara a Kronstadt donde permanecerá en calma hasta la insurrección de 1921. 

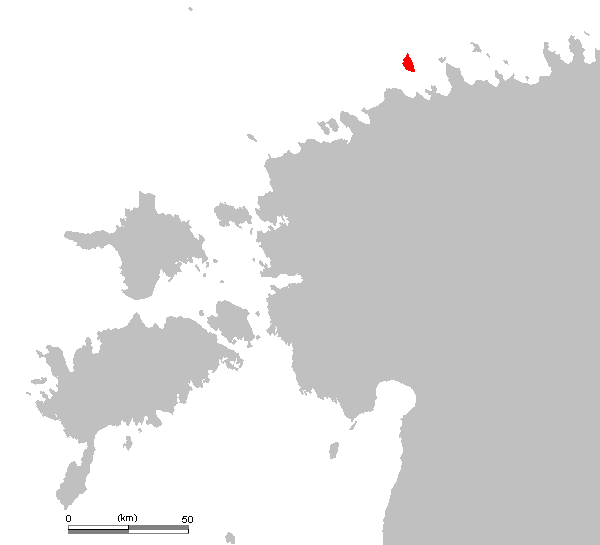
Mapa señalando la ubicación de Naissaar.

El general rojo Mijaíl Tujachevski (1893-1937) fue enviado con una poderosa tropa de 60 000 soldados y tomó con un sanguinario asalto de varias semanas la base naval (18 de marzo). El coste para los comunistas fue la vida de más de 10 000 de sus combatientes. Algunos estiman que 10 000 a 18 000 rebeldes y civiles fueron asesinados, incluyendo muchos tomados como rehenes por los soviéticos. De los que fueron capturados vivos, hasta 15 000 terminaron haciendo trabajos forzados en Solovkí, en las islas Solovetsky del mar Blanco. Fuentes oficiales soviéticas dan las siguientes cifras: 527 muertos y 3285 heridos entre sus hombres y 1000 muertos, 2000 heridos y entre 2300 y 6528 capturados por el lado de los vencidos, con 6000 a 8000 fugados a Finlandia a través de la traicionera capa de hielo que cubría entonces el golfo. Estos últimos fueron los más afortunados aunque significaran un grave problema de refugiados para la recién independizada república. Su líder estaba entre ellos. Recibirán en su mayoría la amnistía de parte del gobierno finlandés, lo que no impedirá a personajes como Petrichenko volverse espías de los comunistas.
Archivos recientemente publicados revelan que entre abril y junio hubo 2103 sentencias de muerte y 6459 de trabajos forzados relacionados con Kronstadt.

### Rebelión de Tambov
La otra de gran importancia sucedió en los óblast de Tambov y Vorónezh en agosto de 1920, como rechazo al comunismo de guerra. Los campesinos odiaban a los bolcheviques por sus requisas forzadas de las cosechas. Otra fuente de odio eran las levas forzadas que provocaron numerosos fugitivos. Todo comenzó en cuando 14 000 "desertores" al mando de Aleksandr Antónov (1888-1922) expulsaron o asesinaron a los representantes del gobierno, avanzando luego sobre Tambov, apoyados por miles de campesinos armados a veces solo con garrotes o armas corto-punzantes que marchaban al son de las campanas de las iglesias de sus pueblos, alcanzaron tal vez los 50 000 combatientes, se apoderaron de la ciudad en momentos que las autoridades soviéticas solo tenían 5000 soldados en la región ya que estaban más ocupados en expulsar de Crimea a Wrangel. En pocas semanas, aquella revuelta campesina, indistinguible en sus comienzos de los centenares que se habían producido en Rusia y Ucrania los dos años anteriores, se transformó en un movimiento bien organizado gracias a la inspiración de su carismático caudillo.
Conocida también como Antónovshchina en honor a su dirigente, la revuelta se extendió por la cuenca del Volga como el fuego sobre el pasto seco, llegando a controlar Sarátov y Penza. Un poderoso ejército bolchevique de 50 000 soldados al mando de Tujachevski fue enviado a aplastarlos en octubre, apoyado por trenes blindados, artillería pesada y armas químicas de los almacenes de la Gran Guerra. Las tropas rebeldes se componían principalmente de "desertores" rojiverdes, unos 20 000, apoyados por miles de milicianos mal armados, con los que podían llegar a ser el doble o más. La tropa era conocida como el Ejército Azul.

Mapa de la Antónovshchina.

Los azules empezaron a controlar más y más territorios, pronto alcanzarían un máximo de 70 000 en febrero de 1921. Pero tras el término de la guerra con los polacos en marzo, los rojos pudieron liberar recursos suficientes para armar 100 000 soldados, incluidos destacamentos de la policía secreta, e iniciar la campaña definitiva contra los azules entre abril y mayo. Para junio de ese año estos últimos estaban totalmente vencidos. Antónov resultó muerto el 24 de junio de 1922, en un combate entre soldados rojos y una de las últimas partidas guerrilleras.

### Rebelión de Grigóriev

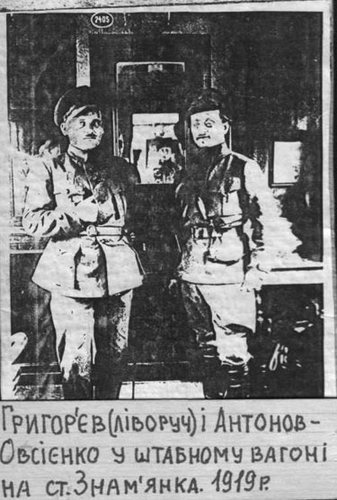
Grigóriev (izquierda) en un carruaje en la estación Známyanka

El mayor levantamiento antibolchevique en el territorio de la Ucrania moderna fue el rebelión de Nikífor Grigóriev, que surgió debido a la política del Terror Rojo y la prodrazviorstka, que fue una de las causas de la hambruna en Ucrania e Rusia. Al comienzo de la revolución, luchó por la República Popular de Ucrania y era cercano a Simon Petliura, pero al ver la desorganización de las fuerzas ucranianas, se pasó al lado de los bolcheviques, quienes, sin embargo, lo impresionaron con su brutalidad. El 2 de febrero de 1919 mantuvo negociaciones con Christian Rakovski, quien informó a Moscú sobre la conclusión de un acuerdo de cooperación entre el Ejército Rojo y Grigóriev. Por lo que, sin contar con el apoyo de la RPU, decidió actuar de forma independiente. El levantamiento comenzó en la ciudad de Oleksandría, se extendió a la mayor parte del centro y sur de Ucrania y fue reprimido sólo con la ayuda de tropas soviéticas regulares quien vino de Rusia. Isabelgrado fue la que más sufrió las hostilidades, donde fueron asesinados varios miles de judíos. El líder de los rebeldes fue posteriormente asesinado por los anarquistas de Néstor Majnó.

### Revueltas siberianas
Menos conocidas son las sublevaciones en Siberia Occidental iniciadas a comienzos de 1921. Como en los otros casos, se trataba de una comarca rica afectada duramente por la guerra civil y después por el comunismo de guerra. Multitudes de varios millares de agricultores se dispusieron a rodear y asaltar los hangares donde era guardado el grano requisado, muy pronto las autoridades soviéticas perdieron el control de provincias de Tiumén, Omsk, Cheliábinsk y Ekaterimburgo y las ciudades industriales de Petrogrado y Moscú tenían sus actividades cerradas, con sus líneas férreas cortadas. Durante el verano de ese año todas las revueltas habían sido aplastadas. No llevaban ni cuatro años de comunismo en Rusia y empezaron a parecer pintadas en las paredes de las grandes ciudades que decía «¡Abajo Lenin y la carne de caballo!¡Dadnos al Zar y la carne de cerdo!». Aunque algunas partidas continuarían actuando por los siguientes dos años en el sudeste ruso.

### Revuelta de Yakutia

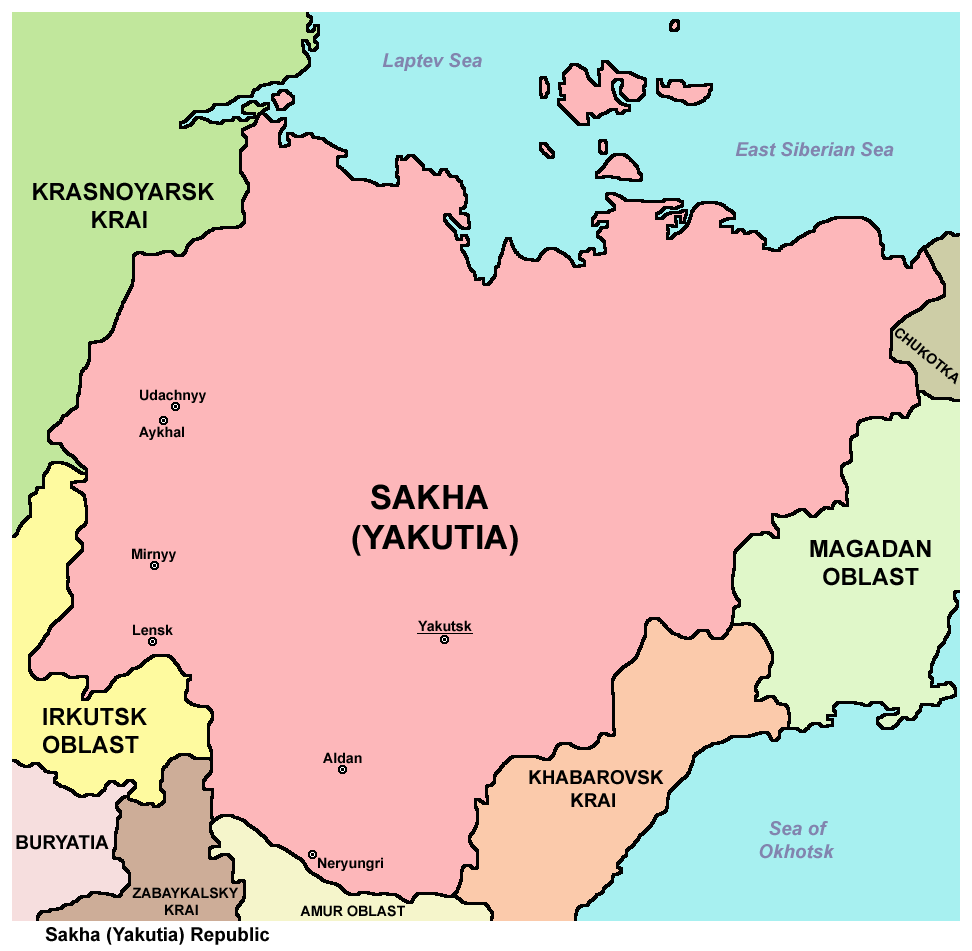
Mapa de Yakutia.

Aprovechando el caos producido por la Revolución de Octubre, el gobierno regional de Yakutia proclamó su independencia del poder bolchevique en enero de 1918, buscando de inmediato la protección nipona. Sin embargo, en julio tropas bolcheviques venidas de Irkutsk pusieron fin al movimiento separatista.
Durante agosto de ese año, las tropas de Kolchak se apoderaron de la región. Los blancos avanzaran hacia los Urales una vez dominada toda Siberia, pero tras ser detenidos a mediados de 1919 son forzados a retroceder con grandes pérdidas. Mientras los rojos avanzaban estallaron una serie de revueltas contra los blancos, en Yakutsk se produjo una en diciembre, haciéndose los revolucionarios con el control de la urbe. Posteriormente, en junio de 1920 estos se someterían efectivamente al gobierno rojo de Moscú. En reemplazo de Kolchak, que fue detenido y ejecutado por los rojos, se instaló la República del Lejano Oriente en abril de ese año, sobreviviendo gracias a la protección que les daba la intervención japonesa en la región. Mientras el atamán Semiónov era abandonado a su suerte por los asiáticos en julio que firmaron una tregua con los soviéticos, en consecuencia era derrotado y Transbaikalia ocupada por los comunistas en noviembre.
Tras la caída de Chitá en octubre, el Gobierno de la República quedó muy debilitado, produciéndose un golpe de Estado, con la anuencia de Japón, en mayo de 1921, que instaló en Vladivostok un nuevo gobierno. Pero los japoneses ya habían perdido las ganas de anexarse la región de Amur. Por su parte, el 2 de septiembre estalló un levantamiento blanco en Yakutia con apoyo de los rusos exiliados en Harbin, haciéndose con el control de Yakutsk con doscientos combatientes y seis ametralladoras entre los días 23 y 27 de marzo de 1922 al mando del coronel Mijaíl Korobéinikov (¿?-1924). La guarnición comunista es masacrada. El coronel rápidamente pidió ayuda a Vladivostok pero el 27 de abril los bolcheviques proclamaban la República de Sajá, iniciando inmediatamente una campaña para recuperar la ciudad. Poco después, en junio, los nipones iniciaron su retirada de Siberia.

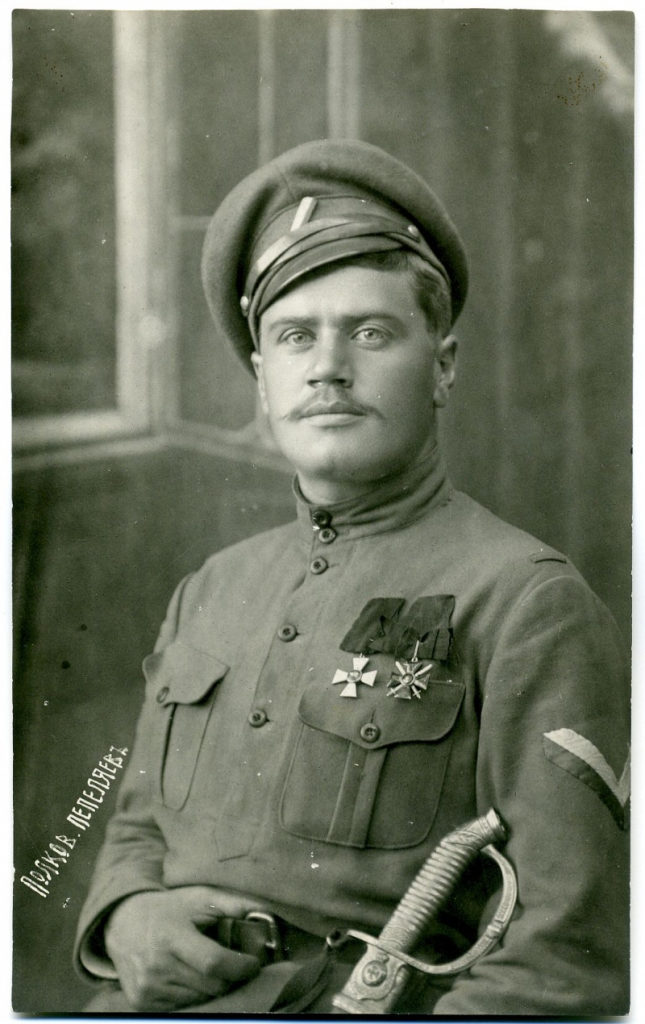
Fotografía de Pepelyáiev (1918).

Sabiendo que el gobierno de Vladivostok estaba condenado, el general Anatoli Pepeliáyev (1891-1938) zarpo desde ese puerto con un pequeño contingente de 553 miembros de la Milicia de Voluntarios de Siberia y unos dos centenares de marineros de la Flota del Océano Pacífico el 30 de agosto, es la última gran operación militar de la guerra. En honor a Pepelyáiev la revuelta paso a la posterioridad con el nombre de Pepelyáievschina. Seis días más tarde el general desembarcaba en Ayán y Ojotsk. A finales de octubre ocupaba Nelkan, su objetivo era recuperar Yakutsk y la tropa de Korobéinikov se refugia con él, pero el 22 de octubre caía Vladivostok. Los rebeldes de Pepelyáiev quedaron solos como el último núcleo de resistencia al proclamarse la Unión Soviética el 31 de diciembre.
El 12 de febrero de 1923, el contingente de Iván Strod (1894-1938) derrota a los blancos cerca de Sasyl-Sasyg y durante marzo se recupera la localidad de Amga. Mientras desde Vladivostok zarpan los buques Indiguirka y Stávropol capitaneados por Stepán Vostretsov y desembarcan cerca de Ayán el 6 de abril, Pepelyáiev se retira a Nelkan aunque Ayán es recuperada el 1 de mayo. Pero al día siguiente es vencido cerca de Ojotsk.
Los últimos combates entre los remanentes del ejército blanco se libran en Ojotsk (6 de junio) y Ayan (16-17 de junio). Tras el segundo enfrentamiento Pepelyáiev capitula y es tomado prisionero con 103 oficiales y 230 soldados. Son enviados a Vladivostok, ahí el general es sentenciado a muerte, pena conmutada a diez años de prisión. Sin embargo, durante las purgas estalinistas terminara finalmente ejecutado. El coronel Korobéinikov en cambio, consiguió hacerse a la mar con algunos sobrevivientes y refugiarse en China, pasando el resto de su vida en Harbin. La ciudad manchuriana en 1932, momento de la invasión japonesa, tenía 200 000 habitantes chinos, 100 000 rusos, 4000 japoneses y 2000 occidentales. Los rusos eran refugiados que vivían en malas condiciones de vida, obligando a muchos millares de mujeres rusas a prostituirse en Shanghái, Pekín y Tianjin.
Una última revuelta de los pueblos evenkis y yakutos se produciría en Yakutia en agosto de 1925 pero fue aplastada rápida y sangrientamente. El control soviético sobre el vasto ruso queda asegurado.

### Represión
La política de represión fue dura por ambas partes y a la menor protesta se venía un feroz castigo, numerosas partidas de guerrilleros ocultas en los bosques fueron perseguidas hasta su exterminio. Solo en el caso de Tambov, las actividades de la Cheka (policía secreta rusa) incluyeron el internamiento forzado de 50 000 civiles, familiares de los azules, en calidad de rehenes, donde entre un 15 % y un 20 % murió por las malas condiciones de vida. El número de detenidos en campos de trabajos forzados aumentaron de 16 000 en mayo de 1919 a 70 000 en septiembre de 1921. El número total de muertos durante la Antónovschina fue de 240 000 entre caídos en combate, muertos en los campos y por represión. Otros miles sufrieron traslados forzados a Siberia y el norte de Rusia, aunque eso no era nuevo, ya en 1918 70 000 cosacos del Norte del Cáucaso y 100 000 aldeanos de Tambov fueron reubicados a la fuerza como parte de la política de colectivización.
Las altas autoridades blancas recurrieron también al terror. La «conferencia especial» presidida por Denikin tomó en marzo de 1919 la decisión de condenar a muerte a «toda persona que haya colaborado con el poder del Consejo de Comisarios del Pueblo». El servicio de propaganda del gobierno de Denikin hizo correr numerosos rumores durante la guerra sobre la existencia de complots judíos. El general Roman Ungern von Sternberg, apodado «el barón sanguinario», fue sin duda aquel que fue más lejos en sus acciones. En su famosa «orden n.º 1592», dirigida a sus ejércitos en marzo de 1921, ordena en su artículo 9 «exterminar a los comisarios, a los comunistas y a los judíos con sus familias».
Se ha argumentado que Terror Blanco no fue política de estado ni formalmente organizado ni autorizado, sino que habría correspondido a interpretaciones diversas de aquellas órdenes que provenían de los altos funcionarios del Movimiento Blanco.
En las estepas de los Urales 70 000 campesinos fueron internados en campos como rehenes, con insuficiente comida, ropa y propensos a la cólera y el tifus. La represión no sólo se extendería contra los bolcheviques, socialistas y grupos de izquierda sino que alcanzaría a grupos étnicos minoritarios del Imperio como Kurdos, Kazajos y azeríes que serían asesinadas en masa según su grupo étnico; se calcula que más de 300 000 personas pertenecientes a grupos étnicos minoritarios serían asesinados durante el Terror Blanco
En la pequeña ciudad de Fastov, el Ejército de Voluntarios de Denikin asesinó a más de 1500 judíos. Se calcula que entre 100 000 y 150 000 judíos en Ucrania y el sur de Rusia fueron asesinados en el "pogrom" perpetrado por las fuerzas de Denikin, así como por partidarios nacionalistas de Simon Petliura.
En las grandes urbes se produjo un fenómeno similar. Durante 1921 miles de comunistas, socialistas, anarquistas, mencheviques, simpatizantes o solo sospechosos de serlos serán arrestados, con destinos diversos, pero usualmente muy lúgubres, acusados de revolucionarios.

## Hambruna de 1921-1922

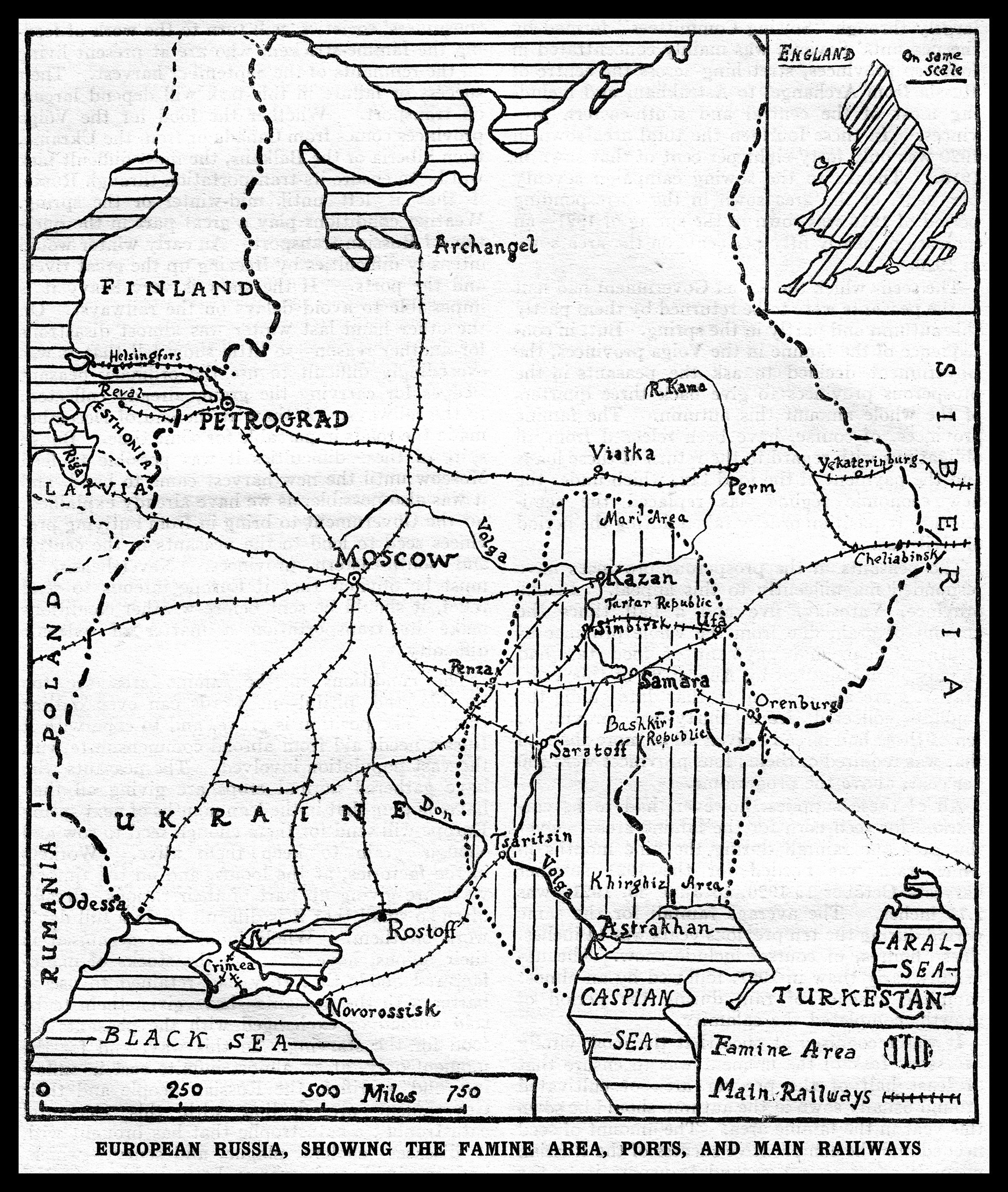
Mapa de la extensión de la hambruna de 1921.

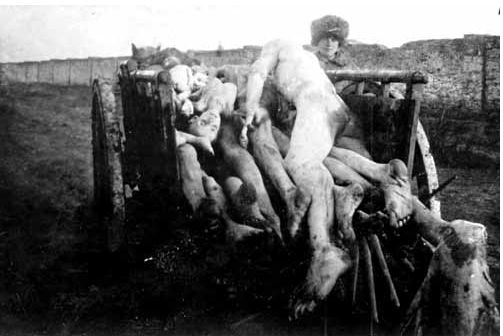
Cadáveres de quienes murieron de hambre recogidos en las calles de Cherson, Ucrania, 1922.

En cuanto al comunismo de guerra, las revueltas no detuvieron a Lenin en su implantación. Desde abril de 1921 se toman medidas para intentar evitar el hambre. En mayo y julio de 1921 Lenin organizó el aumento de compras de alimentos al exterior. A pesar de que desde julio de 1921 hubo peticiones de ayuda al extranjero, solo en septiembre empezó a llegar. En junio de 1921 el gobierno soviético movilizó todo el país para la lucha contra el hambre. Las reservas de granos y demás alimentos fueron confiscadas y almacenadas. Es en esa época cuando se crea la Comisión de Ayuda a los Hambrientos, a favor de la cual, Kalinin movilizó todas las organizaciones estatales, organizaciones juveniles, el Ejército Rojo... Esta comisión ayudaría a los más necesitados con la comida que pudiese ofrecer.
Las principales causas de esta hambruna fueron:
- La feroz sequía de 1921. Se estima que se echó a perder el 22 % de todo lo sembrado.
- Las devastadoras consecuencias de la Guerra Civil y Gran guerra.
- Los conflictos entre las autoridades bolcheviques y grupos de campesinos terratenientes (kuláks).
Abundaron los casos en que la desesperación llevó al canibalismo. El número de muertes ha sido estimado en un máximo de cinco millones, pero cálculos posteriores lo rebajan a la cifra de uno o dos. Fue llamada Povolzhie, nombre dado a la región del Volga. Esta hambruna será usada por el gobierno bolchevique para desamortizar numerosos bienes y terrenos de la Iglesia ortodoxa rusa, acusándola de acaparar comida y de impedir una mayor producción agrícola.
La pérdida de influencia de los estamentos religiosos no se hizo esperar. Se separó la Iglesia del Estado, se la expulsó de las escuelas y se cerró el gran Monasterio de la Trinidad y San Sergio en 1920, convirtiéndolo en una serie de edificios institucionales y museos, incluido uno dedicado al ateísmo. Luego vinieron una serie de manifestaciones populares como fueron los desfiles antirreligiosos. En marzo de 1922 se inició la confiscación de los bienes eclesiásticos para asegurar el alivio de las víctimas de hambre, siendo algunos sacerdotes reticentes enviados a los campos en los alrededores de Petrogrado.

Bandera del Estado de Idel-Ural.

Una hambruna paralela se produjo en Tartaristán que mató a cientos de miles. El 5 de mayo de 1917 los tártaros de Kazán fundaron una Liga para luchar por su propia autonomía. Durante fines del año los basmachí musulmanes, inicialmente reticentes, y los alemanes del Volga se les unieron, proclamándose la república en el mes de diciembre, pasaría a llamarse el Estado Idel-Ural. Inicialmente autónoma, en enero del año siguiente se proclamará independiente, condición que mantendrá hasta abril, momento en que los bolcheviques alzados en Oremburgo un mes antes conquistaron la región. Con las autoridades arrestadas los miembros del Congreso tártaro aún en ejercicio proclamaron la República de Transbolaqia, una declaración abierta de que los congresistas ahora gobernaban y no se someterían a los comunistas. Finalmente, en junio se verán expulsados por la Legión Checoslovaca, que reinstaurada la república. Mas esto no duro mucho, a finales de 1918, los soviéticos reconquistaron definitivamente la región. Hubo un alzamiento guerrillero empezado durante el siguiente año que siguió hasta 1921, momento en que fue aplastado. El movimiento independentista siguió existiendo en la clandestinidad hasta su infiltración y descabezamiento en 1929.
La hambruna rusa de 1921 vino al final de seis años y medio de malestar y violencia (primero la Primera Guerra Mundial, luego las dos revoluciones rusas de 1917, luego la guerra civil rusa). Muchas facciones políticas y militares diferentes estuvieron implicadas en aquellos acontecimientos, y la mayor parte de ellos han sido acusados por sus enemigos de haber contribuido o ser los únicos responsables de la hambruna. Por ejemplo, se acusó a Lenin de que cuando vivía en Samara, en 1891 hubo una terrible hambruna y este no acudió como voluntario a ayudar a los aldeanos, alegando que el hambre tenía efectos positivos al desesperar al hombre y así acercarlo a la revolución, obviando que aquella hambruna se produjo en tiempos del zarismo y que Lenin luchaba contra aquel despótico régimen: 

Al destruir la atrasada economía campesina, el hambre, explicaba, nos acerca objetivamente a nuestra meta final, el socialismo, etapa inmediatamente posterior al capitalismo. El hambre destruye no solamente la fe en el Zar, también en Dios.

Con todo, es cierto que los comunistas no veían en los campesinos ricos, sino en el proletariado industrial urbano y en el campesinado pobre, su principal fuente de apoyo. Los agricultores y ganaderos ricos estaban muchos más conectados con las jerarquías zaristas, la religión y modos de vida tradicionales que deseaban eliminar.
Por otro lado, al comenzar la revolución los campesinos apoyaron a los minoritarios bolcheviques, que desplazaron de la Asamblea Constituyente a los social-revolucionarios, el grupo político más fuerte de Rusia y apoyado por el 60 % de población dedicada al cultivo debido al incumplimiento de sus promesas por estos últimos. No había otra opción clara y aparentemente viable, pues los blancos, por ejemplo, eran vistos nada más que como defensores de las clases terratenientes y los parceleros a las que los comuneros rurales odiaban-. Sin embargo, los comunistas y los capesinos terratenientes jamás congeniaron y las medidas de los primeros llevaron a una guerra abierta entre sí en 1920-1921.
Los Blancos se enajenaron rápidamente las poblaciones encarcelando y masacrando sistemáticamente a nacionalistas, demócratas, judíos, sindicalistas, revolucionarios moderados y, por supuesto, bolcheviques, sin olvidar a simples sospechosos, abatidos ante la menor duda. Restituyeron las tierras a los antiguos propietarios de bienes inmuebles y no vacilaron en quemar o destruir pueblos enteros, siendo sometidos los campesinos a castigos corporales humillantes. Sus tropas a menudo se desacreditaban desde su llegada a fuerza de violaciones y pillajes, mientras que muchos jefes multiplicaban los actos de arbitrariedad y mostraban un modo de vivir fastuoso y libertino. Justificándose en este tipo de hechos y en la propia guerra civil, el gobierno de Lenin se vio obligado a tomar duras medidas disciplinarias a partir de junio de 1922 contra los opositores políticos.[cita requerida]

## Consecuencias
Al final de la Guerra civil, la Rusia Soviética se encontraba exhausta y arruinada. Las sequías de 1920 y 1921 y la hambruna de 1921 empeoraron la situación. La guerra se cobró alrededor de ocho millones de vidas tan sólo unos meses después de la Revolución de Octubre. Un millón de personas murió por efectos indirectos de la guerra. Otro millón abandonó Rusia escapando de los estragos de la guerra y del hambre. Esta fracción de emigrantes incluía gran parte de la población educada.
El comunismo de guerra salvó al gobierno soviético durante la guerra civil, pero la economía rusa decayó hasta estancarse. La industria privada y el comercio fueron proscritos y el recientemente establecido y poco estable gobierno era incapaz de dirigir la economía para satisfacer las necesidades del devastado pueblo ruso. Se calcula que la producción total de las minas y fábricas cayó en 1920 a un 20 % del nivel anterior a la guerra mundial. La producción industrial menguó: en 1921 apenas alcanzaba el 31 % de la de 1913 y la situación de la industria pesada era aún peor, se había reducido al 21 % de la de 1913.
Para 1921, la tierra cultivada era solo el 62 % de la extensión de preguerra y el rendimiento de la cosecha era solo el 60 % del de 1913. El número de caballos disminuyó de treinta y cinco millones en 1914 —un tercio de la cabaña mundial— a dieciséis millones en 1923, el cálculo excluye Finlandia y para comparar, el segundo país con más caballos era EE. UU. y tenía veinticuatro millones; y el ganado de cincuenta y ocho a treinta y siete millones.
La situación financiera también era catastrófica: el Gobierno comunista había multiplicado las emisiones de dinero sin aval en oro que ya habían comenzado en el periodo zarista y habían continuado durante el del Gobierno provisional ruso. El imperio había emitido seis millardos y medio de rublos sin aval entre 1914 y 1917; el Gobierno provisional, diez millardos entre marzo y octubre de este último año; el comunista multiplicó estas cifras por varios miles en el curso de la guerra civil. El déficit presupuestario aumentó del 76 % de 1916 al 86,9 % en 1920 y el 84,1 % en 1921. El índice de precios había crecido enormemente, hasta casi trescientas mil veces respecto de 1914. La tasa de cambio para el dólar de Estados Unidos subió de dos rublos en 1914 a mil doscientos en 1920. En el informe financiero de Grigori Sokólnikov, responsable de la Comisaría de Finanzas, en el X congreso del partido, se indicó que el Estado carecía casi totalmente de ingresos y sufragaba el 98 % de sus gastos emitiendo moneda sin aval.
El comercio se había hundido: en 1921 las importaciones apenas alcanzaban un 15,1 % de las de 1913 y las exportaciones, el 1,3 %.
La combinación de los efectos de la Primera Guerra Mundial y de la guerra civil rusa dejó una gran cicatriz en la sociedad rusa, aunque la Unión Soviética fue capaz de acometer una inédita recuperación económica gracias a la Nueva Política Económica.